# Arrondissement de Hinche
Hinche est une ville située au cœur du département du Centre en Haïti. C'est le chef lieu  et se trouve dans la région du Plateau Central, à environ 110 kilomètres au nord-est de Port-au-Prince. Fondée au début du XVIe siècle par des colons espagnols originaires des îles Canaries, Hinche est l'une des plus anciennes villes du pays. Elle est traversée par la rivière Guayamouc, un affluent de l'Artibonite, et est entourée de paysages vallonnés.
Avec une population estimée à environ 50 000 habitants dans la commune (bien que l'arrondissement de Hinche compte plus de 260 000 habitants selon des données de 2015), elle joue un rôle important comme centre économique et culturel du Plateau Central. Historiquement, Hinche est connue comme le lieu de naissance de Charlemagne Péralte, figure emblématique de la résistance haïtienne contre l'occupation américaine (1915-1934). La ville abrite également des sites d'intérêt comme la Cathédrale du Sacré-Cœur et se trouve à proximité de la chute d'eau Bassin Zim, une attraction naturelle prisée.
Hinche est accessible par la Route Nationale 3, une voie désormais entièrement pavée reliant Port-au-Prince à la ville, ou par avion via son petit aéroport qui accueille des vols charters depuis la capitale. Malgré son riche passé et son potentiel, la ville fait face à des défis comme le manque d'infrastructures développées et une économie principalement basée sur l'agriculture et le petit commerce.
L’arrondissement compte quatre communes :
- Hinche
- Cerca-Carvajal
- Maïssade
- Thomonde